# Monopeltis zambezensis
Espèce
Monopeltis zambezensis est une espèce d'amphisbènes de la famille des Amphisbaenidae.

## Répartition
Cette espèce se rencontre au Zimbabwe et en Zambie. Sa présence est incertaine au Mozambique.

## Publication originale
- Gans & Broadley, 1974 : A new dwarfed species of Monopeltis from the middle Zambezi Valley (Reptilia: Amphisbaenia). Arnoldia, Rhodesia, vol. 6, n. 35, p. 1-5.